# Ouvrage d'infanterie de Chesny-sud
L’Infanterie-Werk Chesny-Süd, rebaptisé ouvrage d’infanterie Chesny-sud après 1919, est un ouvrage militaire situé à Chesny près de Metz. Il fait partie de la seconde ceinture fortifiée des forts de Metz et connut son baptême du feu, fin 1944, lors de la bataille de Metz.

## Contexte historique
Pendant l’Annexion, Metz, dont la garnison allemande oscille entre 15 000 et 20 000 hommes au début de la période et dépasse 25 000 hommes avant la Première Guerre mondiale, devient progressivement la première place forte du Reich allemand. L’Infanterie-Werk Chesny-Süd complète la seconde ceinture fortifiée de Metz composée des Festen Wagner (1904-1912), Kronprinz (1899-1905), Leipzig (1907-1912), Kaiserin (1899-1905), Lothringen (1899-1905), Freiherr von der Goltz (1907-1916), Haeseler (1899-1905), Prinz Regent Luitpold (1907-1914). À partir de 1899, le plan Schlieffen de l’état-major allemand conçut les fortifications de la Moselstellung, entre Metz et Thionville, comme un verrou destiné à bloquer l’avance éventuelle des troupes françaises en cas de conflit. Ce concept de ligne fortifiée sur la Moselle constituait une innovation significative par rapport au système Séré de Rivières développé par les Français. Il inspira plus tard les ingénieurs de la ligne Maginot.

## Construction et aménagements
L’Infanterie-Werk Chesny-Süd a été construit de 1907 à 1911, entre les forts Driant et Jeanne-d’Arc. Tirant les enseignements de la construction des premières Festen, l’ouvrage a été construit sur une superficie de 45 ha, en tirant parti du relief du site, pour se fondre dans le paysage. Comme l’ouvrage d’infanterie de Chesny-nord, il se compose d’une caserne bétonnée prévue pour 150 hommes. L’ouvrage dispose de trois observatoires d’infanterie cuirassés et de sept postes d’observation. L’ouvrage avait une ligne téléphonique et le chauffage central. L’alimentation électrique était assurée par trois moteurs diesel et l’alimentation en eau se faisait grâce à la station de pompage de Cuvry. Pas moins de 175 m de galeries souterraines courent sous l’ouvrage, et il était doté d’un système de contre-mines, au front de tête.

## Affectations successives
À partir de 1890, la relève dans les forts est assurée par les troupes du XVIe Corps d’Armée stationnées à Metz et à Thionville. En 1919, le fort est de nouveau occupé par l’armée française. Début septembre 1944, au début de la bataille de Metz, le commandement allemand l’intègre au dispositif défensif mis en place autour de Metz.

## Seconde Guerre mondiale
Le 2 septembre 1944, Metz est déclarée forteresse du Reich par Hitler. La place forte doit donc être défendue jusqu’à la dernière extrémité par les troupes allemandes, dont les chefs ont tous prêté serment au Führer. Le lendemain, 3 septembre 1944, le général Krause, alors commandant de la place forte de Metz, établit son Oberkommando, le poste de commandement principal, dans la caserne du fort Alvensleben. Le jour même, les troupes du général Krause prennent position sur une ligne allant de Pagny-sur-Moselle à Mondelange, en passant à l’ouest de Metz par Chambley, Mars-la-Tour, Jarny et Briey.
Après un premier repli opéré le 6 septembre 1944 sur Saint-privat et Amanvillers, les lignes allemandes s’appuient maintenant solidement sur les forts du secteur, en particulier sur le groupe fortifié Lorraine, ou Feste Lothringen, et sur les positions fortifiées des carrières d’Amanvillers, ou Steinbruch-Stellung, Kellermann, ou Wolfsberg-Stellung, Richepance, ou Batterie Vemont et Canrobert, ou Horimont-Stellung. Le secteur d’Amanvillers - Saint-Privat est alors tenu par les hommes du Sicherungs-Regiment 1010 du colonel Richter, un régiment récemment intégré à la 462e Infanterie-Division de Metz. Mais l’offensive américaine, lancée le 7 septembre 1944 sur la ligne ouest des forts de Metz, tourne court. Fin septembre 1944, les troupes américaines s’arrêtent finalement sur la Moselle, malgré la prise de deux têtes de ponts au sud de Metz. Buttant contre des forts mieux défendus que prévu, les troupes américaines sont maintenant à bout de souffle. Le général McLain, en accord avec le général Walker, décide de suspendre les attaques, en attendant de nouveaux plans de l’état-major de la 90e Infantry Division.
Lorsque les hostilités reprennent en novembre 1944, après un mois pluvieux, les soldats de la 462e Volks-Grenadier-Division tiennent toujours solidement les forts de Metz, même si les ravitaillements se font plus difficilement, sous les tirs d’artillerie et les bombardements fréquents. Le 9 novembre 1944, en guise de prélude à l’offensive sur la cité messine, l'Air Force envoie pas moins de 1 299 bombardiers lourds, B-17 et B-24, déverser 3 753 tonnes de bombes, de 1 000 à 2 000 livres, sur les ouvrages fortifiés et les points stratégiques situés dans la zone de combat de la IIIe armée. La plupart des bombardiers ayant largué leurs bombes sans visibilité, à plus de 20 000 pieds, les objectifs militaires sont souvent manqués. À Metz, les 689 chargements de bombes destinés à frapper sept groupes fortifiés de Metz, désignés comme des cibles prioritaires, ne font que des dégâts collatéraux, prouvant une fois de plus l’inadéquation des bombardements massifs sur des objectifs militaires.
Le fort Jeanne-d’Arc fut le dernier des forts de Metz à déposer les armes, le 13 décembre 1944. La résistance allemande, déterminée, les intempéries et les inondations, inopportunes, ainsi qu’une tendance générale à mésestimer la puissance de feu des fortifications de Metz, ont contribué à ralentir l’offensive américaine, donnant l’occasion à l’armée allemande de se retirer en bon ordre vers la Sarre. L’objectif de l’état-major allemand, qui était de gagner du temps en fixant le plus longtemps possible les troupes américaines en avant de la ligne Siegfried, sera donc largement atteint.